# Drongo-de-barriga-branca
Drongo-de-barriga-branca (Dicrurus caerulescens) é uma espécie de drongo encontrada no subcontinente indiano. Como outros membros da família Dicruridae, é insetívoro e predominantemente preto, mas com barriga e cloaca brancas. Os indivíduos jovens, no entanto, são totalmente pretos e podem ser confundidos com o drongo-real, que é menor e tem aparência mais compacta. A subespécie do Sri Lanka tem o branco restrito à cloaca.

## Taxonomia
Em 1747, o naturalista inglês George Edwards incluiu uma ilustração e uma descrição do drongo-de-barriga-branca no segundo volume de sua obra A Natural History of Uncommon Birds. Ele o chamou de "The Fork-tail'd Indian Butcher-Bird" (em português, "Pássaro-açougueiro-indiano-de-cauda-bifurcada"). Edwards baseou sua gravura colorida à mão em um espécime enviado de Bengala ao designer de padrões de seda Joseph Dandridge [en], em Londres. Em 1758, o naturalista sueco Lineu atualizou seu Systema Naturae para a décima edição, classificando o drongo-de-barriga-branca com os picanços no gênero Lanius. Linnaeus forneceu uma breve descrição, criou o nome binomial Lanius caerulescens e citou a obra de Edwards. O epíteto específico caerulescens vem do latim e significa "azulado". Hoje, o drongo-de-barriga-branca é classificado com outros drongos no gênero Dicrurus, introduzido em 1816 pelo ornitólogo francês Louis Pierre Vieillot.
São reconhecidas três subespécies:
- D. c. caerulescens (Lineu, 1758) – sul do Nepal ao oeste e sul da Índia

- D. c. insularis (Sharpe, 1877) – norte do Sri Lanka

- D. c. leucopygialis (Blyth, 1846) – sul do Sri Lanka

## Descrição
Este drongo é preto, sem penas brilhantes na parte superior, e acinzentado na garganta e no peito, enquanto a barriga e a cloaca são totalmente brancas na forma indiana, que é a subespécie nominal. A bifurcação da cauda é menos pronunciada do que no drongo-real, frequentemente visto nos mesmos habitats. Jovens drongos-reais podem ter muito branco na parte inferior, mas geralmente com aparência escamosa. As formas do Sri Lanka, insularis da zona seca do norte e leucopygialis da zona úmida do sul, têm o branco restrito à cloaca. Aves com menos de um ano não possuem branco na parte inferior, sendo mais marrons acima e acinzentadas abaixo. Os machos têm, em média, a cauda ligeiramente mais curta que as fêmeas.

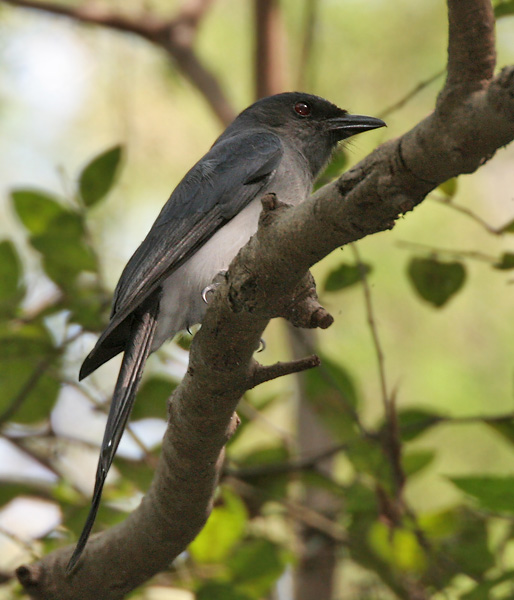
Subespécie nominal (Sindhrot, Guzerate)

O tamanho das aves varia clinalmente, com os indivíduos do norte sendo maiores. A extensão do branco na parte inferior diminui com o tamanho, embora haja muita variação local. As formas do Sri Lanka, leucopygialis e insularis, são mais escuras que a forma indiana, com alguma intergradação entre elas. A espécie é considerada próxima do drongo-cinzento [en], mas isso ainda não foi confirmado por estudos de sequenciamento molecular.
Tanto o drongo-de-barriga-branca quanto o drongo-real possuem um número diploide de cromossomos de 68.

## Distribuição e habitat
O drongo-de-barriga-branca é uma espécie residente e reprodutora na Índia e no Sri Lanka. Geralmente habita matagais secos ou florestas abertas. Sua distribuição é restrita à Índia peninsular ao sul dos Himalaias e a oeste do delta do Ganges, limitada a oeste pelos Aravallis.

## Comportamento e ecologia

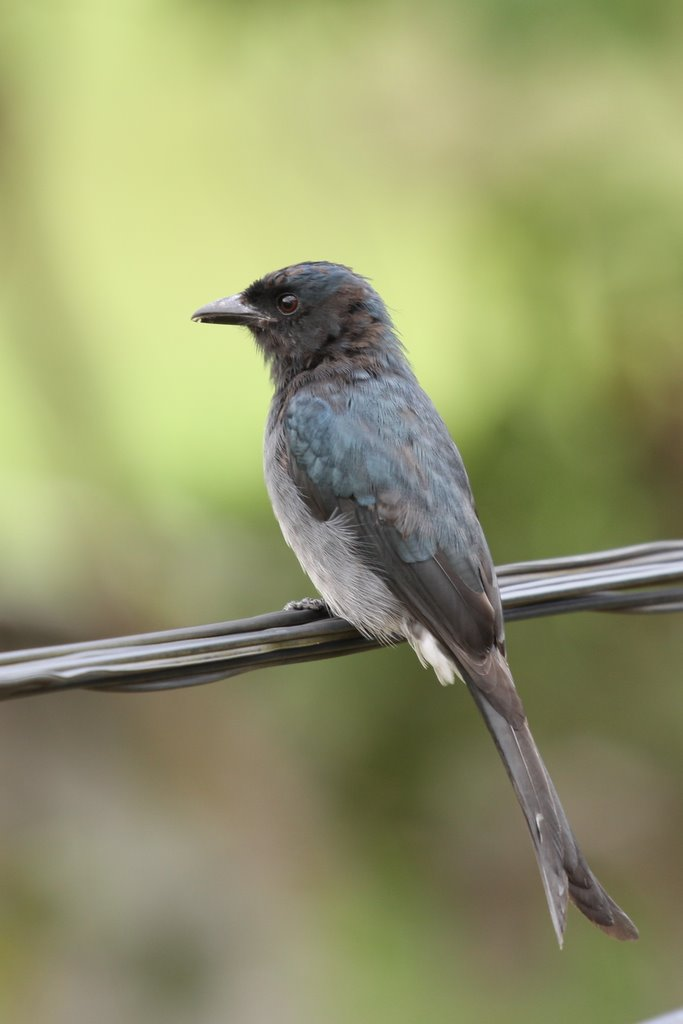
D. c. leucopygialis (Colombo, Sri Lanka)

As aves são frequentemente vistas sozinhas ou em grupos de até três indivíduos, por vezes integrando bandos de forrageamento de espécies mistas. Empoleiram-se erguidas perto do topo das árvores e capturam insetos no ar com curtas investidas acrobáticas. Insetos maiores podem ser pegos com as garras. O canto deste drongo é uma série de notas staccato misturadas com sons claros, podendo incluir imitações de chamados de outras aves.
A época de reprodução vai de fevereiro a julho. O ninho em forma de taça, semelhante ao do drongo-real, é geralmente feito com mais galhos e bem forrado com grama. São depositados de dois a quatro ovos, de cor salmão pálido com manchas avermelhadas na extremidade mais larga, em ninhos que podem estar a 6 a 9 metros de altura na bifurcação de uma árvore. São agressivos no ninho e atacam ameaças muito maiores que eles. Durante ataques (mobbing) em grupo, podem imitar chamados de alarme de esquilos ou o miado de um gato e são conhecidos por se juntar a bandos de forrageamento de espécies mistas.

Embora sejam principalmente insetívoros, são oportunistas e podem predar pequenas aves. Como outros drongos, usam os pés para manejar a presa. Podem capturar insetos atraídos por luzes artificiais ao entardecer. Também visitam flores grandes por néctar, como Bombax e Erythrina, e podem polinizar espécies como Helicteres isora. O piolho de ave Philopterus kalkalichi, cujo hospedeiro típico é o drongo-real, também foi encontrado em drongos-de-barriga-branca.

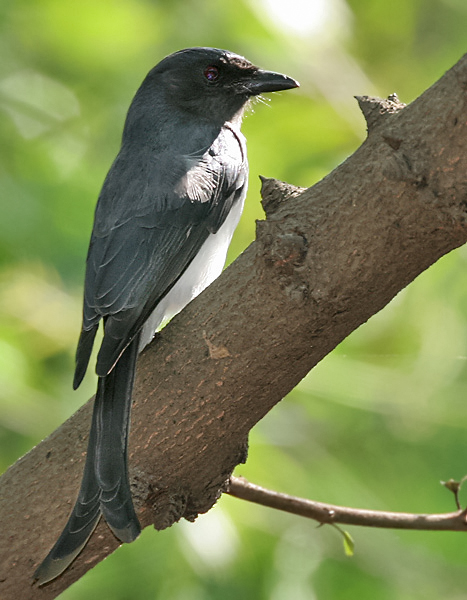
Forma nominal (Sindhrot, Guzerate)
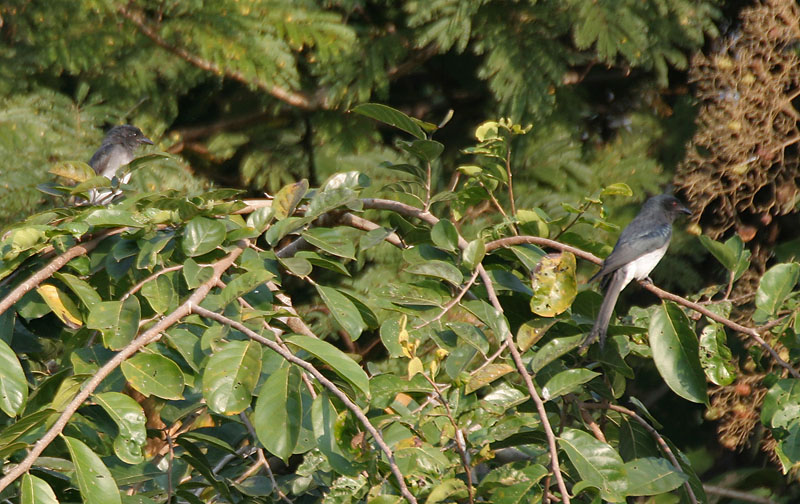
Par de D. c. caerulescens (Santuário de Vida Selvagem Kawal [en])
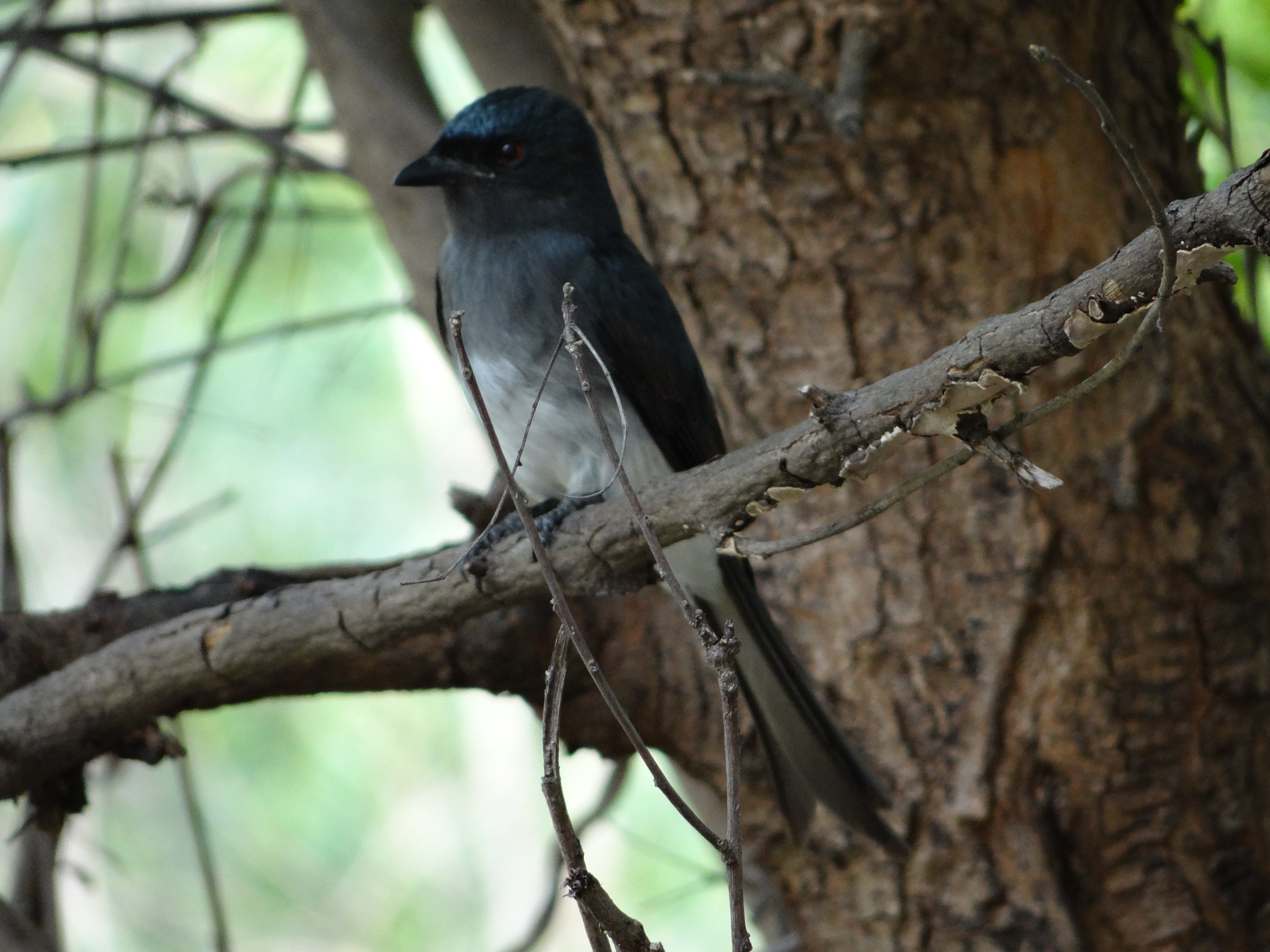
Drongo-de-barriga-branca (Perundurai [en])